# Загуже (Піньчовський повіт)
Загуже (пол. Zagórze) — село в Польщі, у гміні Дзялошиці Піньчовського повіту Свентокшиського воєводства.
Населення — 28 осіб (2011).
У 1975-1998 роках село належало до Келецького воєводства.

## Демографія
Демографічна структура на день 31 березня 2011 року:
|          | Загалом | Допрацездатний вік | Працездатний вік | Постпрацездатний вік |
| -------- | ------- | ------------------ | ---------------- | -------------------- |
| Чоловіки | 16      | 1                  | 13               | 2                    |
| Жінки    | 12      | 1                  | 6                | 5                    |
| Разом    | 28      | 2                  | 19               | 7                    |